# قلعة شيروانة
قلعة شيروانة (بالكردية: قەڵای شێروانە‏) قلعة أثرية واقعة في قضاء كلار بمحافظة السليمانية بأقليم كردستان العراق، بناها الوالي محمد باشا الجاف. عثر على جرة فخارية أثرية في مبنى القلعة يوم 1 شباط 2012.
وهي قلعة اثرية تقع على ضفه نهر سيروان وهذه القلعة كانت مهدمة ومهملة في السابق إلى أن أمر الرئيس السابق صدام حسين بإعادة ترميمها وتعتبر أحد المعالم الأثرية في شمال العراق بمنطقة كردستان العراق.